# Monti Gutenko
I monti Gutenko sono un gruppo montuoso situato nella Terra di Palmer, in Antartide. Estesa davanti alla costa di Rymill, nella parte meridionale dell'altopiano Dyer, per circa 80 km in direzione nord-sud e larga al massimo circa 45 km, questo gruppo montuoso che è composto da montagne, colli e nunatak, è delimitato a ovest dall'ampio ghiacciaio Goodenough, e vede tra le sue formazioni principali, da nord a sud, i colli Elliott, il colli Rathbone, i nunatak Guthridge e i nunatak Blanchard, raggiungendo la massima altitudine, ossia circa 1570 m s.l.m., in corrispondenza della vetta del picco Lokey.

## Storia
I monti Gutenko sono stati scoperti e fotografati per la prima volta durante una ricognizione svolta il 21 dicembre 1947, nel corso della spedizione antartica condotta nel 1947-48 al comando di Finn Rønne. Fotografata e mappata più dettagliatamente dai membri dello United States Geological Survey grazie a fotografie aeree scattate dalla marina militare statunitense durante ricognizioni effettuate tra il 1966 e l'inizio degli anni 1970, la formazione fu in seguito battezzata dal comitato consultivo dei nomi antartici in onore di Sigmund Gutenko, un ufficiale della marina statunitense che prese parte alla sopraccitata spedizione.